# خسادان علیا
خسادان علیا، روستایی از توابع رحیم آباد شهرستان رودسر در استان گیلان ایران است.

## جمعیت
این روستا در دهستان ماچیان قرار دارد و براساس سرشماری مرکز آمار ایران در سال ۱۳۸۵، جمعیت آن ۳۱۲ نفر (۷۵خانوار) بوده‌است.